# North Adams (Michigan)
Pour les articles homonymes, voir North Adams.
North Adams est un village du comté de Hillsdale, dans l'État du Michigan, aux États-Unis. En 2020, il comptait une population de 452 habitants.